# Mastus pusio
Mastus pusio is een slakkensoort uit de familie van de Enidae. De wetenschappelijke naam van de soort is voor het eerst geldig gepubliceerd in 1836 door Broderip.